# Giorgia Lo Bue
Giorgia Lo Bue, nascida em 20 de fevereiro de 1994, é uma canoísta italiana. Durante o Campeonato Mundial de Remo de 2018 em Plovdiv, Bulgária, ela se tornou campeã mundial..